# Budoni
Budoni là một đô thị ở tỉnh Sassari trong vùng Sardegna, có khoảng cách khoảng 170 km về phía đông bắc của Cagliari và cách khoảng 30 km về phía đông nam của Olbia. Tại thời điểm ngày 31 tháng 12 năm 2011, đô thị này có dân số 5.002 người và diện tích là 55,9 km².
Đô thị Budoni có các frazioni (các đơn vị cấp dưới, chủ yếu là các làng) Agrustos (Gall.), Berruiles (Gall.), Birgalavò (Gall.), Limpiddu (Log.), Li Troni (Gall.), Ludduì (Gall.), Lu Linnalvu (Gall.), Luttuni (Gall.), Lutturai (Gall.), Maiorca (Gall.), Malamurì (Gall.), Muriscuvò (Log.), Nuditta (Gall.), Ottiolu (Gall.), San Gavino (Log.), San Lorenzo (Log.), San Pietro (Gall.), San Silvestro (Gall.), S'Iscala (Log.), Solità (Log.), Strugas (Gall.), Tanaunella (Log.), và Tamarispa (Log.).
Budoni giáp các đô thị: Posada, San Teodoro, Torpè.